# Concertgebouw
Pour la salle de concert de Bruges, voir Concertgebouw (Bruges).
Résidence
Le Koninklijk Concertgebouw (traduisible en français par « Bâtiment royal de concert ») est une salle de concert néerlandaise située à Amsterdam, dans le quartier d'Oud-Zuid. Elle sert notamment de résidence à l’Orchestre royal du Concertgebouw.
Grâce à sa superbe acoustique, elle est considérée comme l’une des meilleures du monde pour la musique symphonique, aux côtés du Musikverein de Vienne et du Symphony Hall de Boston. Près de huit cents concerts s’y tiennent par an, pour un total de huit cent cinquante mille personnes accueillies, ce qui en fait l’une des salles de concert les plus fréquentées du monde.

## Histoire

### Construction

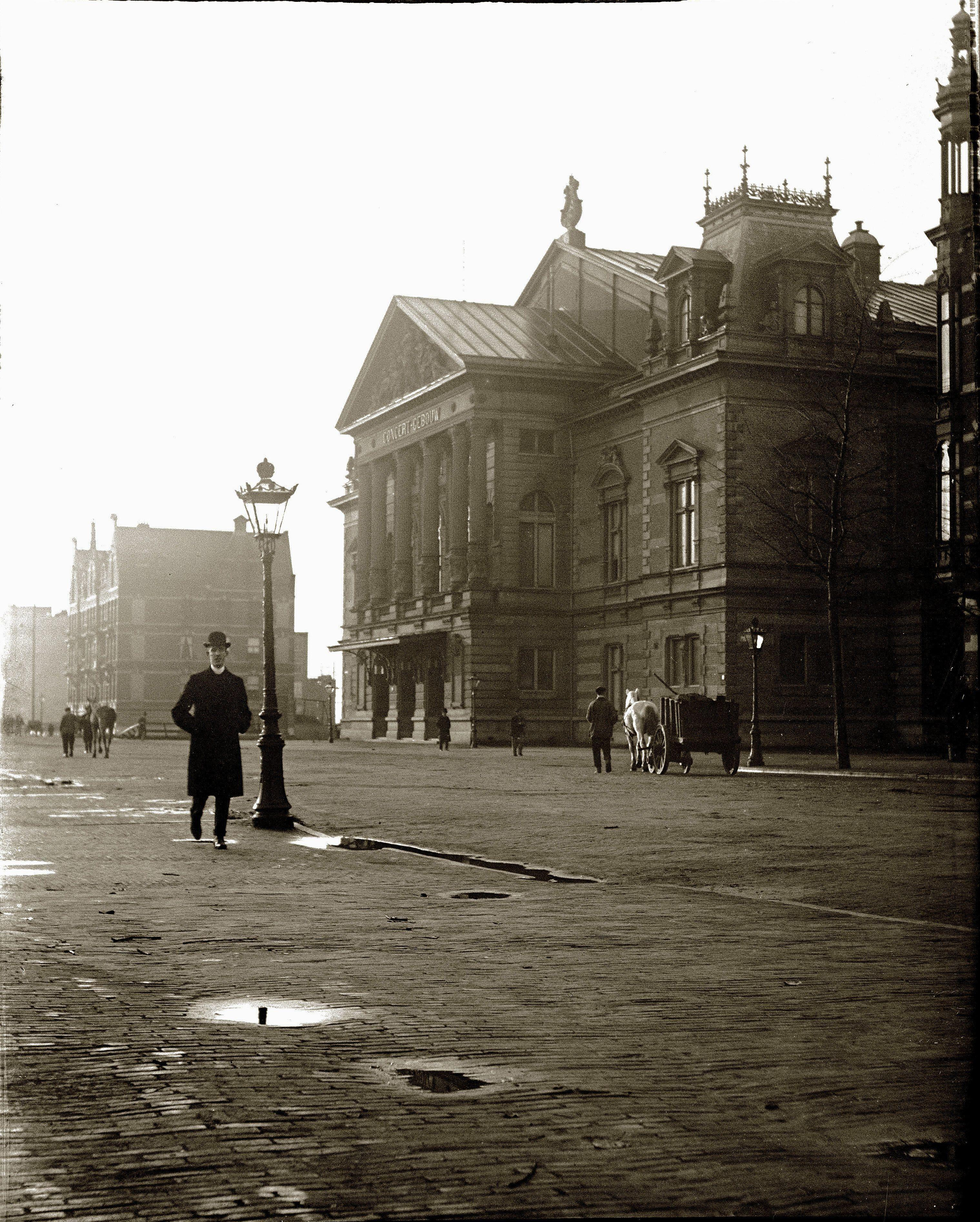
Le Concertgebouw en 1902.

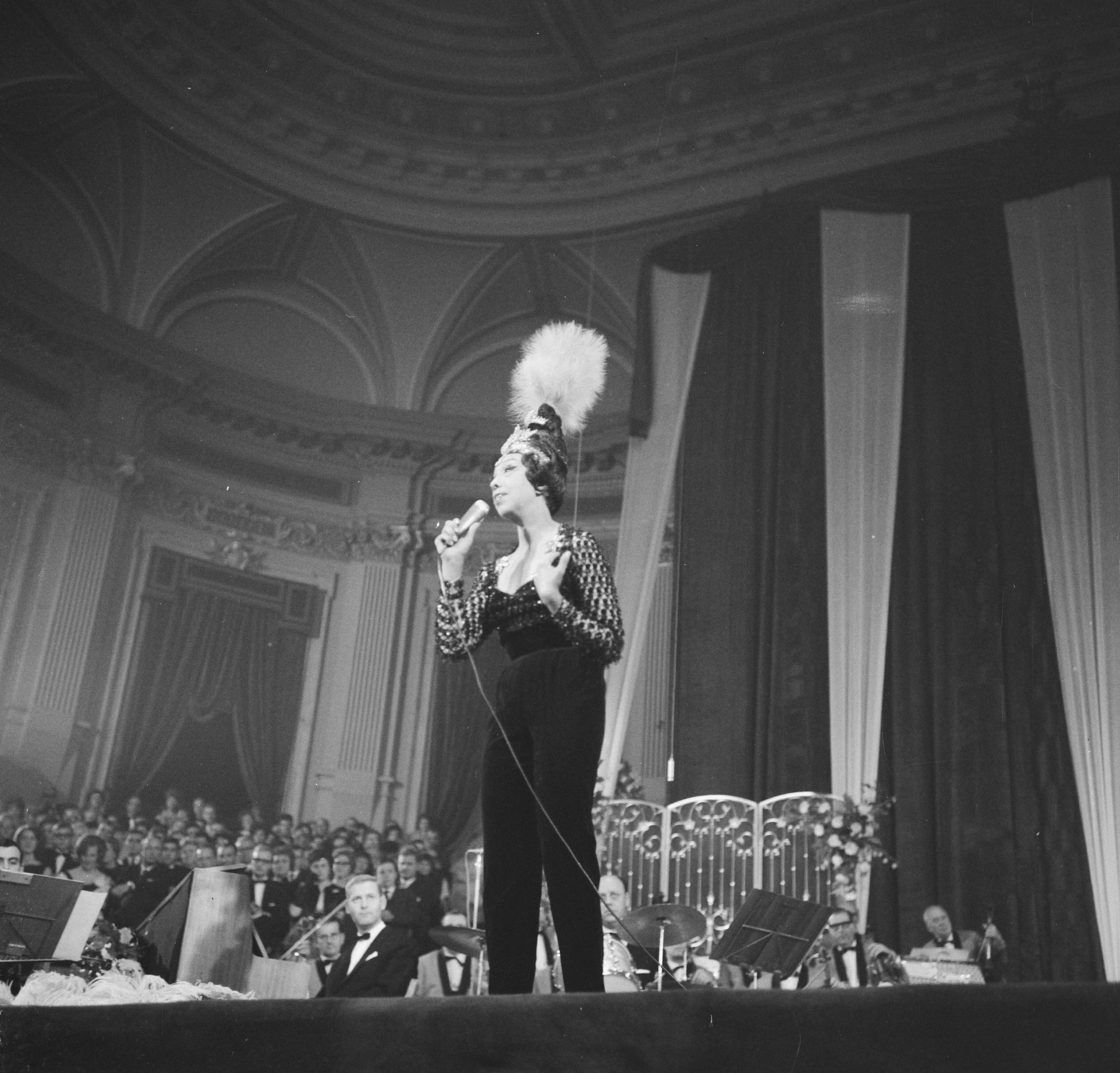
Joséphine Baker au Grand Gala du disque, le 4 octobre 1964, organisé au Concertgebouw.

La décision de construire une grande salle de concert à Amsterdam est prise en 1881 par six notables de la ville. La cause invoquée est l’état désastreux de la vie musicale de la capitale des Pays-Bas, qui ne compte à l’époque que de petites salles, à l’acoustique très pauvre. C'est à Pierre Cuypers, l’architecte du Rijksmuseum, que revient le choix de la localisation du futur édifice. Puis est choisi pour construire cette nouvelle salle l’architecte néerlandais le plus en vue à l'époque à Amsterdam : Dolf van Gendt. Il s’inspire du Neue Gewandhaus de Leipzig (construit deux ans auparavant et détruit en 1943) pour dessiner un bâtiment dans le style néoclassique. La construction commence en 1883, dans un pré situé bien au-delà de ce qui était alors les limites de la ville. Deux mille cent quatre-vingt-six piliers de douze à trente mètres de profondeur sont implantés dans le sol, qui, sableux, ne se prédispose pas à une telle construction. Celle-ci s’achève en 1886 mais la salle est contrainte de rester fermée pendant deux ans, pour cause de querelles incessantes entre les commanditaires et le conseil de la ville qui ne s’entendent pas, notamment sur la construction des routes d’accès et sur l’éclairage public à apporter à celles-ci.

### Inauguration
Le Concertgebouw ouvre ses portes le 11 avril 1888 ; un orchestre de cent vingt musiciens et un chœur de cinq cents personnes sont assemblés pour l’occasion, pour un programme rassemblant des œuvres de Wagner, Haendel, Bach et Beethoven.

### L'orgue

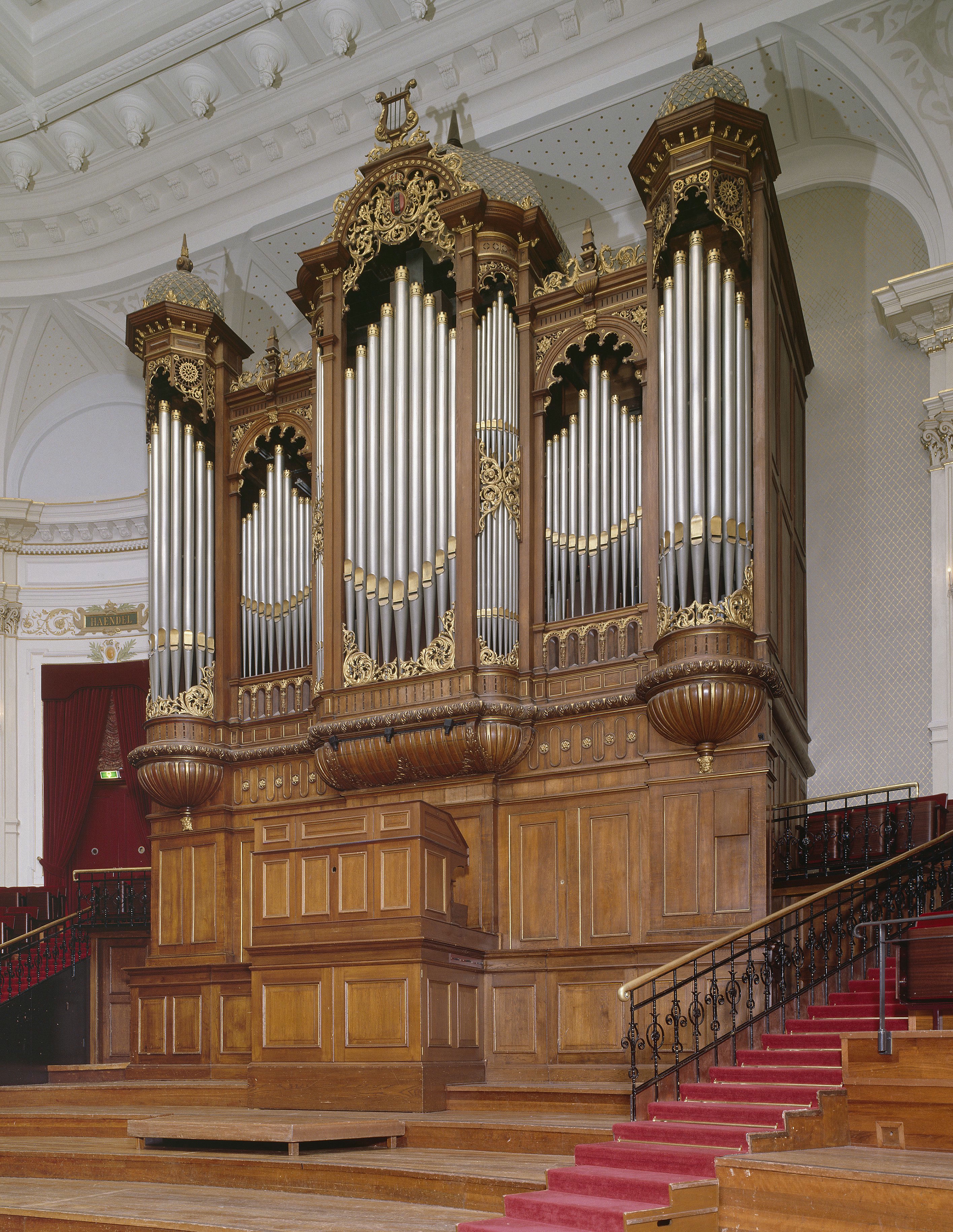
L'orgue.

Dès son ouverture, on regrette que la salle ne dispose pas d’un orgue, même si son emplacement est prévu. L’argent nécessaire à l’achat d’un tel instrument est réuni en 1890, à la suite de l'organisation d'un concert et d'une loterie. C'est le facteur d'orgues d’Utrecht Michael Maarschalkerweerd qui est choisi pour réaliser l’instrument. L’architecte Dolf van Gendt est quant à lui rappelé pour dessiner le buffet.
L’orgue est soigneusement restauré à la fin du XXe siècle par Flentrop Orgelbouw. Deux ans et demi de travail sont nécessaires pour moderniser le mécanisme et redonner à l’instrument toute sa sonorité d’origine. Une inauguration après cette restauration a lieu le 18 mars 1993.

## Restauration des années 1980
En 1983, on constate que le bâtiment s'enfonce et risque même de s'effondrer. En effet, les fondations, relativement peu profondes, s'affaissent, peut-être à cause des vibrations générées par les représentations musicales. Une restauration importante et couteuse est nécessaire et elle est réalisée dans les années suivantes.

## Salles
Le bâtiment est constitué de deux salles.

### La grande salle

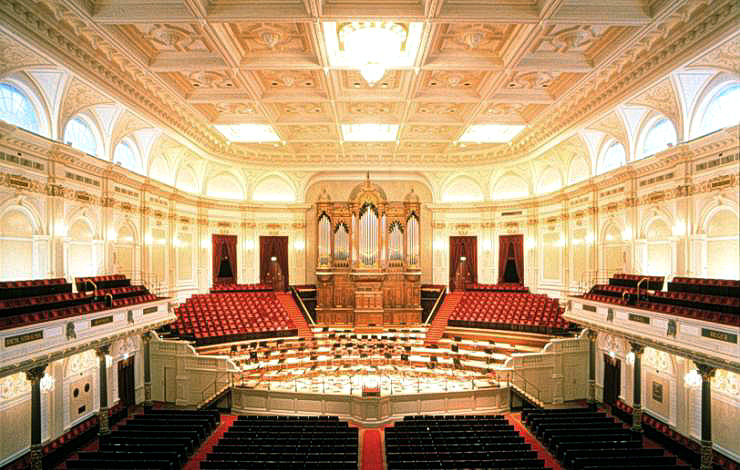
La grande salle.

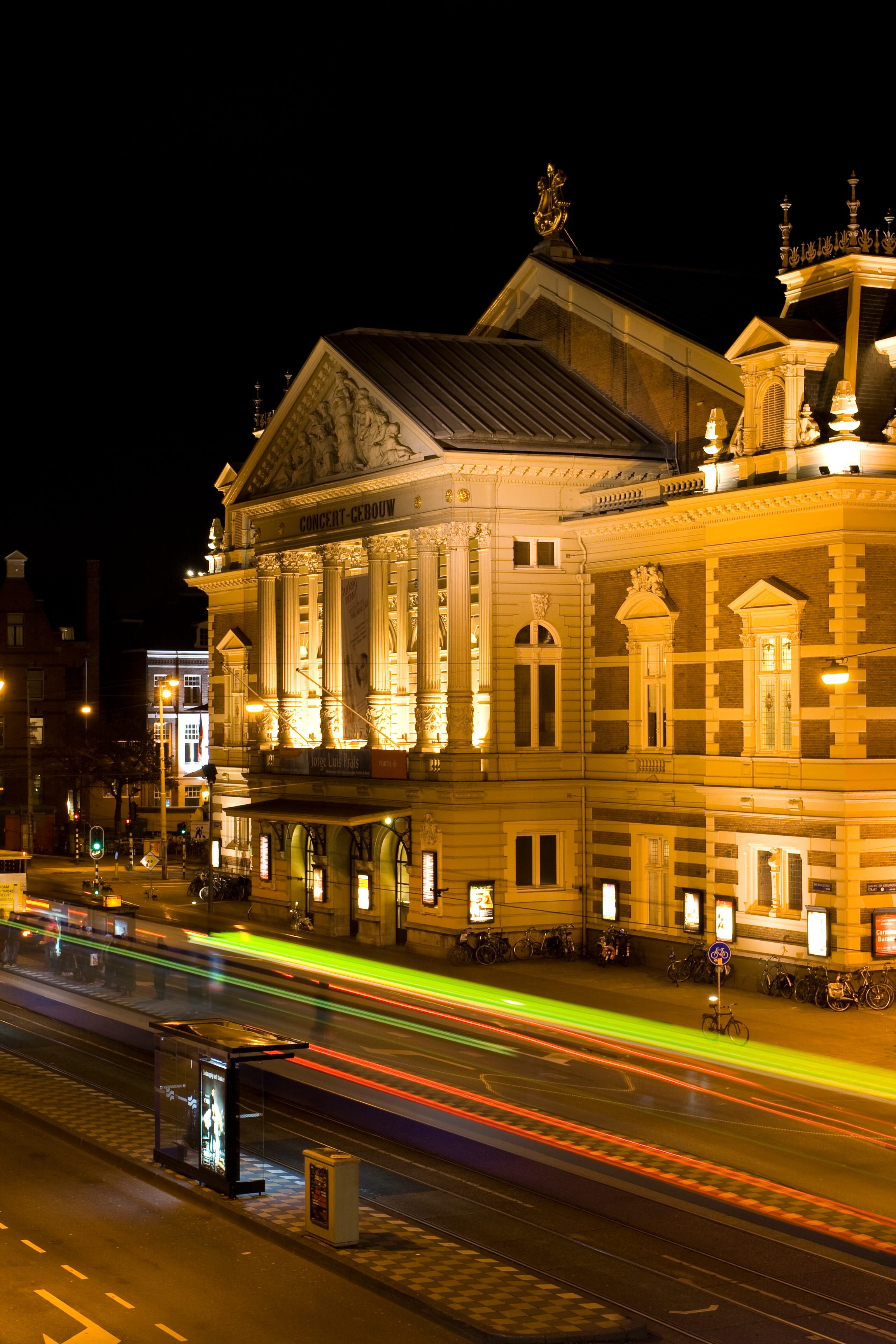
La façade du Concertgebouw, la nuit.

La première, d’une capacité de deux mille places environ, est appelée grande salle (« Grote Zaal »). C’est celle qui accueille les concerts de musique symphonique – et qu’on désigne la plupart du temps quand on emploie le terme de Concertgebouw. Sa forme est du type « boîte à chaussures » et ses dimensions sont les suivantes : 44 mètres de long, 28 mètres de large et 17,5 mètres de haut.
Le temps de réverbération y est de 2,8 secondes sans public et de 2,2 secondes avec, ce qui rend la salle idéale pour le répertoire symphonique en général, et plus particulièrement pour le répertoire post-romantique (Mahler par exemple). Cette excellente acoustique a rendu la grande salle du Concertgebouw célèbre dans le monde entier sans que l’on ne connaisse exactement les raisons de ce miracle sonore.
Les noms de nombreux compositeurs classiques sont inscrits sur les corniches des balcons et les murs de cette salle.

### La petite salle
La deuxième salle, plus petite et de forme ovale, appelée petite salle (« Kleine Zaal »), mesure vingt mètres de long et quinze mètres de haut. Elle est consacrée aux concerts de musique de chambre et aux récitals.